# Сієста

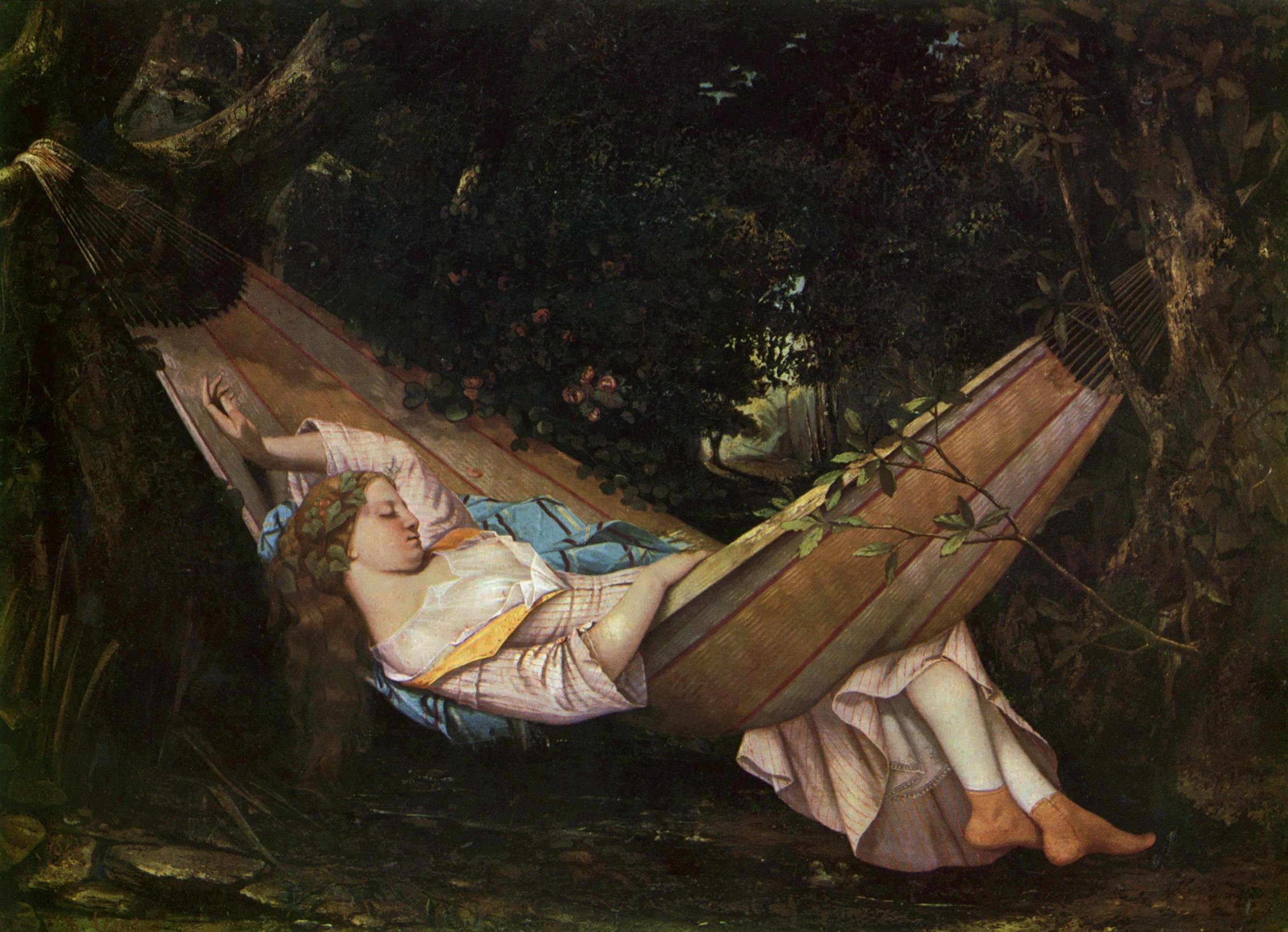
Дівчина під час сієсти («Гамак», Гюстав Курбе, 1844)

Сіє́ста (ісп. siesta, оригінальна вимова [sjesta]) — пообідній короткий відпочинок, що є загальною традицією деяких країн, особливо зі спекотним кліматом.

## Етимологія
Своє походження іменник siesta і дієслово sestear («відпочивати в полудень») ведуть від лат. hora sexta, досл. «шоста година» (в сенсі «полудень»: у римлян перша година дня наставала на світанку). Це був момент приблизно з 12 до 15 години, коли щодня робиться перерва в роботі, для відпочинку.

## Передумови
Мова йде не тільки про іспанські звичаї, але й про природний відплив крові після прийому їжі в обід від нервової системи до системи травлення, що викликає сонливість. Слід взяти до уваги не тільки те, що іспанський обідній прийом їжі більш насичений, ніж обіди інших європейців, які щільно їдять зазвичай в першій половині дня, але й природний біологічний годинник: незалежно чи був обід чи ні, післяобідній спад сил — це явище, яке з'являється приблизно за 8 годин після ранкового пробудження. З іншого боку, в тропічних землях, колонізованих Іспанією, а також в тій частині самої Іспанії, яка розташована на півдні Європи, в цей час на вулиці найбільш спекотно, і навіть тварини повертаються до своїх осель, щоб відпочити.

## Наукові дослідження

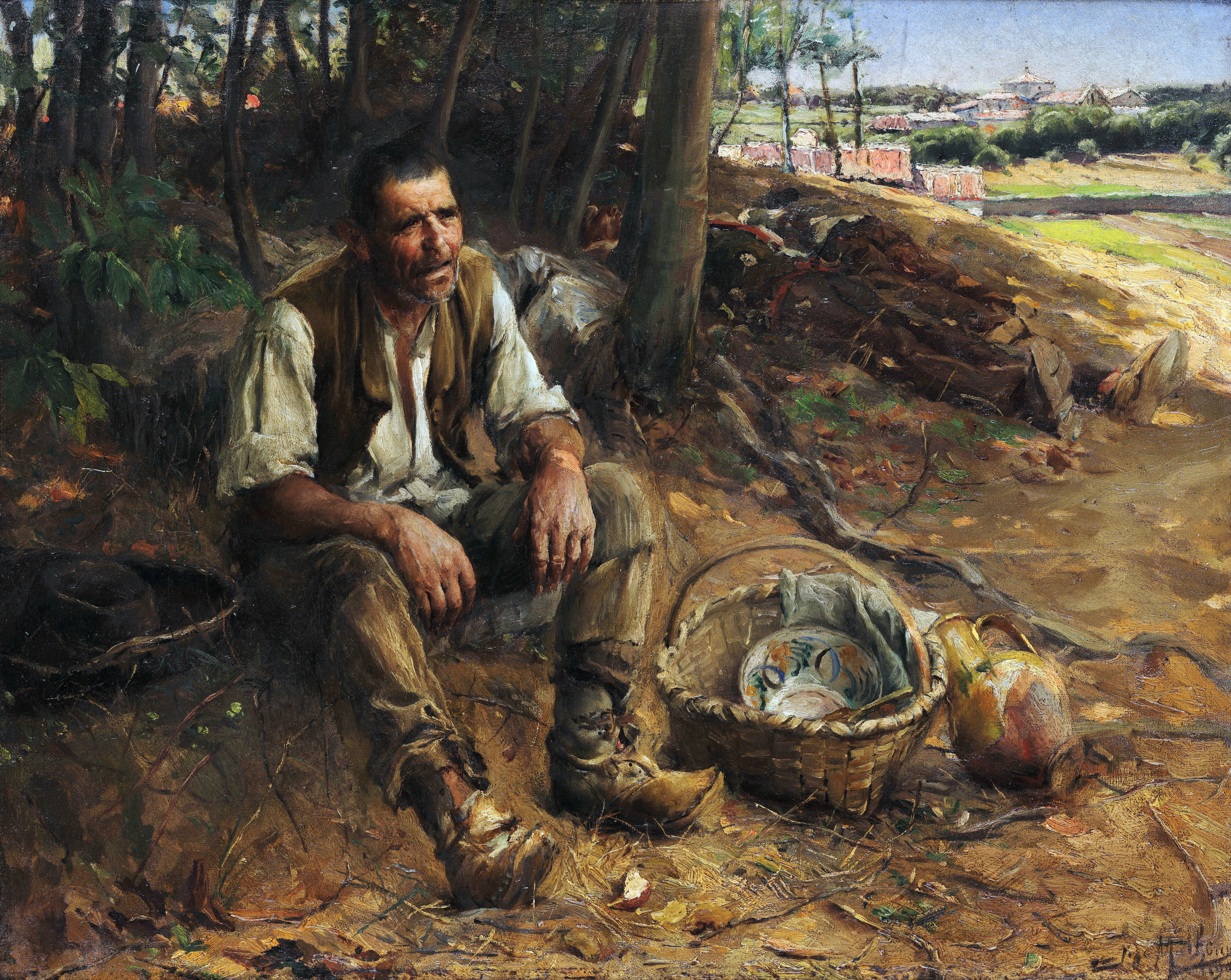
Сієста. Художник Жозе Мальйоа (1909)

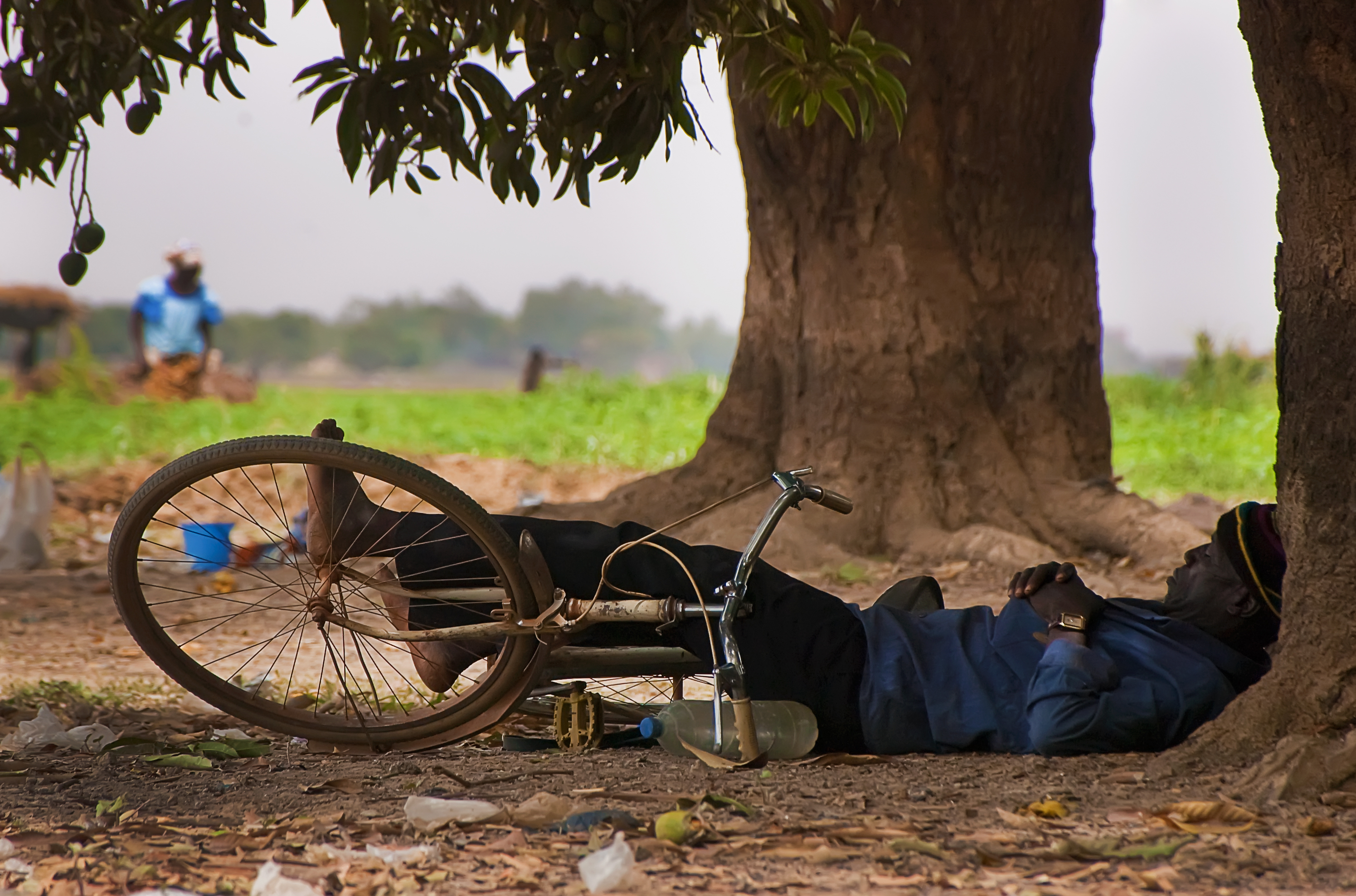
Чоловік в Уагадугу (Буркіна-Фасо)

Доктор Едуардо Естівіль упевнено стверджує: «Для дітей до 5 років це просто необхідно, а для дорослих денний сон рекомендується, але в будь-якому випадку він повинен бути коротким. Не більше, ніж 30 хвилин». Проблема в тому, що в більшості країн з поширеною сієстою, обідня перерва значно перевищує цю межу.
Сієста тривалістю не більше ніж 30 хвилин (триваліша може збити природні біологічні годинники і викликати безсоння вночі) покращує здоров'я загалом і циркуляцію крові зокрема, а також запобігає стану пригніченості, збільшеного тиску і стрес. Крім того, покращує пам'ять і процес навчання, сприяє продовженню працездатності і змушує організм не спати до пізнього вечора, попри накопичену втому.
Видатні особистості, як-от Альберт Ейнштейн та Вінстон Черчилль, які пишалися тим, що перейняли цей звичай на Кубі, були його затятими послідовниками. Це призвело до несподіваного результату: під час Другої світової війни їхні колеги були вже втомленими до 2-ї години ночі, в той час, як вони мали свіжий вигляд були здатні продовжувати роботу. Один із найвідоміших іспанських письменників 20-го століття, лауреат Нобелівської премії, Каміло Хосе Села, з властивим йому сарказмом оспівував і насолоджувався таким чисто іспанським звичаєм. Цей романіст говорив про сієсту, що її слід дотримуватися «разом з піжамою, молитвою і нічним горщиком».
Короткочасний денний сон знижує смертність від серцево-судинних хвороб, особливо серед молодих чоловіків, — стверджують грецькі вчені.